# Cena bazowa
Cena bazowa – cena otrzymywana od nabywcy pomniejszona o wszelkie podatki od produktu (podatek od wartości dodanej – VAT, podatek akcyzowy) oraz powiększona o wszelkie dotacje do produktu.
Cena bazowa nie obejmuje żadnych kosztów transportowych. Nie obejmuje ona także zysków i strat z tytułu posiadania aktywów finansowych i niefinansowych.